# Lisanne de Roever
Lisanne Freya de Roever (Amstelveen, 6 juni 1979) is een Nederlands hockeyinternational, die tot dusver in totaal 100 officiële interlands (nul doelpunten) heeft gekeept voor de Nederlandse vrouwenploeg. Ze nam tweemaal deel aan de Olympische Spelen en won hierbij in totaal twee medailles.
Haar eerste club was HV Mijdrecht. De Roever, doelverdedigster bij hoofdklasser Kampong uit Utrecht, maakte haar debuut voor Oranje op 17 januari 2001 in de met 13-0 gewonnen oefeninterland in en tegen Maleisië. Na de Olympische Spelen van Athene (2004), waar Nederland als tweede eindigde, volgde ze de afzwaaiende Clarinda Sinnige op als eerste keus. Na de Olympische Spelen in 2008 stopte ze met het Nederlands elftal en nam ook een pauze qua clubhockey.
In januari 2009 maakte ze bekend ook te gestopt te zijn bij hoofdklasser Kampong.

## Erelijst
Beste keepster in de Nederlandse Hoofdklasse seizoen 2002/2003
- Champions Trophy 2001 te Amstelveen
- Champions Trophy 2002 te Macau (Chn)
- WK hockey 2002 te Perth (Aus)
- EK hockey 2003 te Barcelona (Spa)
- Olympische Spelen 2004 te Athene (Gri)
- Champions Trophy 2004 te Rosario (Arg)
- EK hockey 2005 te Dublin (Ier)
- Champions Trophy 2005 te Canberra (Aus)
- WK hockey 2006 te Madrid (Spa)
- Champions Trophy 2007 te Quilmes (Arg)
- EK hockey 2007 te Manchester (GBr)
- Champions Trophy 2008 te Mönchengladbach (Dui)
- Olympische Spelen 2008 te Peking (Chn)

Minke Booij · 
Ageeth Boomgaardt · 
Chantal de Bruijn · 
Mijntje Donners · 
Miek van Geenhuizen · 
Sylvia Karres · 
Lieve van Kessel · 
Fatima Moreira de Melo · 
Eefke Mulder · 
Lisanne de Roever · 
Maartje Scheepstra · 
Janneke Schopman · 
Clarinda Sinnige · 
Minke Smabers · 
Jiske Snoeks · 
Macha van der Vaart ·
Coach: Marc Lammers
Marilyn Agliotti · 
Naomi van As · 
Minke Booij · 
Wieke Dijkstra · 
Miek van Geenhuizen · 
Maartje Goderie · 
Eva de Goede · 
Ellen Hoog · 
Fatima Moreira de Melo · 
Eefke Mulder · 
Maartje Paumen · 
Sophie Polkamp · 
Lisanne de Roever · 
Janneke Schopman · 
Minke Smabers · 
Lidewij Welten ·
Coach: Marc Lammers